# Giuseppe Mastini
Giuseppe Andrea Mastini, conosciuto alle cronache giornalistiche con il nome di Johnny lo Zingaro o il "Biondino" (Ponte San Pietro, 6 febbraio 1960), è un criminale italiano.
Già conosciuto alle forze dell'ordine per alcuni furti, rapine e un omicidio, fu condannato all'ergastolo nel 1989 in seguito a una serie di sparatorie e sequestri di persona effettuati a Roma nella notte del 23 marzo 1987. È stato inoltre indicato, seppure senza comprovati riscontri, come possibile complice dell'omicidio dello scrittore Pier Paolo Pasolini per via di un'amicizia con Giuseppe Pelosi e con i due fratelli Borsellino, militanti neofascisti ed amici di Pelosi, che anni dopo lo accuseranno di aver partecipato al massacro (episodio del quale gli stessi ragazzi si erano vantati alcuni mesi dopo i fatti dell'Idroscalo).

## Biografia
Analfabeta, figlio di giostrai lombardi di etnia sinti, Mastini si trasferì a Roma con i genitori all'età di dieci anni, risiedendo in una roulotte e occupandosi della gestione delle giostre. Iniziò quindi a frequentare la criminalità giovanile del Tiburtino, distinguendosi già a 11 anni per un furto e una sparatoria con la Polizia, che lo lascerà claudicante.

### Il primo delitto
Nella sera del 28 dicembre 1975, insieme al coetaneo Mauro Giorgio, cercò di rapinare Vittorio Bigi, autista di tram, rubandogli diecimila lire e un orologio; qualcosa però va storto e i due ragazzi sparano due colpi di pistola, uccidendo l'autista e occultandone il cadavere che verrà trovato una settimana più tardi, il 6 gennaio 1976, in un prato in via delle Messi d'Oro (zona Tiburtina). La testimonianza di un tassista portò, nel giro di pochi giorni, all'arresto dei due minorenni con le accuse di omicidio volontario, rapina aggravata e porto abusivo di pistola. Tradotto nel carcere minorile di Casal del Marmo, secondo le affermazioni di Mastini, conoscerà per la prima volta Giuseppe Pelosi.

### L'evasione e la nuova accusa di omicidio
Condannato a dodici anni di carcere, nel febbraio 1987 Mastini beneficia di un permesso premio di alcuni giorni per buona condotta, ma non farà ritorno nella struttura penitenziaria per scontare la pena, dandosi alla latitanza. Segnalato per una serie di rapine, viene riconosciuto in una foto segnaletica dalla moglie di Paolo Buratti, console italiano in Belgio, ucciso nella sua villa a Sacrofano da un colpo di pistola, nel tentativo di resistere a una rapina. Nel frattempo Mastini conosce Zaira Pochetti, 20 anni, di umilissima famiglia, figlia di un pescatore di Passoscuro, residente a Roma in un collegio di suore in quanto studentessa presso la facoltà di scienze politiche dell'Università La Sapienza.

### Ultimo omicidio e l'arresto
(Giuseppe Mastini)
La sera del 23 marzo 1987 Mastini e la giovane Pochetti, a bordo di una vettura da lui condotta, vengono fermati da due agenti della polizia di pattuglia in via Quintilio Varo, presso l'incrocio con la Circonvallazione Tuscolana: ne scaturisce un conflitto a fuoco in cui viene ucciso l'agente Michele Giraldi e ferito gravemente Mauro Petrangeli. Mastini, illeso, si dirige con la ragazza verso viale Palmiro Togliatti, dove i due vengono intercettati da un carabiniere in borghese che intima loro l'alt. Pur investito da una raffica di proiettili che danneggiano l'auto di servizio, inclusa la radio, il milite rimane illeso e riesce a dare l'allarme da una cabina telefonica poco distante.
L'automobile di Mastini si ferma in panne sulla via Nomentana. Con la minaccia della pistola, sottrae un'auto Lancia Gamma a una coppia. La ragazza, Silvia Leonardi, terrorizzata, non riuscendo a scendere dall'auto del fidanzato, viene sequestrata e condotta fino alla zona della Bufalotta, e quindi rilasciata. Intanto a Roma viene dato l'allarme agli agenti di tutti i reparti, finché, nell'arco di alcune ore, Pochetti e Mastini vengono tratti in arresto.
Mastini scompare dalle cronache per riapparire nel febbraio 1989 con un'intervista per il programma televisivo Posto pubblico nel verde nel quale racconterà come, in seguito all'arresto, Zaira Pochetti sia caduta in uno stato di catatonia e di anoressia che l'avrebbero condotta alla morte nel dicembre del 1988. Rivelerà inoltre che la donna, al momento della morte, era in attesa di un figlio.

### Il processo
Nel processo celebratosi nel 1989, Mastini sarà condannato alla pena dell'ergastolo per tutti i reati a lui ascritti, ad eccezione dell'omicidio di Sacrofano, per insufficienza di prove (la stessa difesa di Mastini giudicò inattendibili le testimonianze della moglie della vittima). Per Zaira Pochetti, indicata come suo complice, il dibattimento si concluderà con un non luogo a procedere in quanto deceduta. In un'interrogazione del Presidente della Corte, Mastini negava (e continuerà a negare) ogni responsabilità nell'omicidio di Vittorio Bigi nel 1975, per cui stava scontando la pena.
L'agente Mauro Petrangeli affermerà di non aver più potuto riprendere il servizio a seguito delle ferite riportate. La giovane Silvia Leonardi, vittima del sequestro, si troverà a dover smentire, come infondato, il gossip diffuso dalla stampa scandalistica su un'improbabile ascendenza di Mastini sulla sua persona. Detenuto nel carcere di Voghera, Mastini verrà poi trasferito nella struttura di massima sicurezza di Badu 'e Carros, in Sardegna. In un'intervista ha dichiarato la sua estraneità al delitto di Pasolini.
Il 12 marzo 2014 Mastini ha usufruito di un permesso premio di alcune ore al fine di partecipare al concerto del gruppo britannico The Prodigy presso l'evento Rock in Roma. La concessione è stata ottenuta grazie all'impegno del detenuto in un programma di reinserimento sociale, percorso studiato dai volontari dell'associazione Nessuno tocchi Caino. L'autorizzazione inizialmente concessa per scopi di apprendimento giornalistico del Mastini, deciso a intraprendere la carriera di critico musicale in carcere, è stata ampiamente contestata all'interno delle istituzioni giudiziarie per piccole irregolarità compiute dal detenuto durante il concerto, irregolarità di poca rilevanza su cui le autorità presenti hanno preferito chiudere un occhio.
In seguito alla concessione di un periodo di lavoro all'esterno del carcere, il 30 giugno 2017 Mastini non ha fatto ritorno al penitenziario di Fossano e si è reso latitante. Il 25 luglio viene catturato a Taverne d'Arbia in provincia di Siena. Il 5 settembre 2020 Mastini evade di nuovo, questa volta dal carcere di Bancali, usufruendo di un altro permesso premio. Viene catturato 10 giorni dopo in una casa nelle campagne tra Sassari e Sorso.

### Impatto mediatico
(Giuseppe Mastini a un detenuto prima del permesso premio.)
Uomo di bell'aspetto, definito normalmente un disadattato, secondo altri costretto da un fato avverso, temuto per la sua ferocia e al contempo capace di mostrare pietà verso le sue vittime, Mastini è divenuto un personaggio per i fruitori della cultura di massa. Alla sua figura è dedicato il film Johnny lo Zingaro, tutta la verità (diretto da Emanuele Del Greco), e un brano musicale dei Gang facente parte dell'album Le radici e le ali dal titolo Johnny lo Zingaro, di cui esiste una cover di Massimo Bubola inserita nell'album Amore e guerra del 1996.
Un episodio della miniserie Distretto di Polizia vede un pericoloso criminale chiamato "Pablo il Gitano", braccato senza scampo dalle forze dell'ordine, accompagnato, guarda caso, da una complice di nome Zaira, figlia di un pescatore. Nel 2019 la sua storia e intervista viene raccontata in una puntata di Commissari - Sulle tracce del male, trasmissione televisiva in onda su Rai 3.